# I'm Broken
I'm Broken è la quarta traccia dell'album Far Beyond Driven del 1994 della band groove metal Pantera, pubblicata come singolo lo stesso anno, riscuotendo subito un notevole successo, che portò all'affermarsi del disco e della band.
I'm Broken fu nominata per il Grammy Award alla miglior interpretazione metal nel 1995.

## Classifiche
| Classifica (1994) | Posizione massima |
| ----------------- | ----------------- |
| Australia         | 49                |
| Finlandia         | 12                |
| Regno Unito       | 19                |
| Svezia            | 32                |